# Thomas Jefferson
Thomas Jefferson (13. dubna 1743 Shadwell, Virginie – 4. července 1826 Charlottesville) byl 3. prezident Spojených států amerických (1801–1809) a hlavní autor americké Deklarace nezávislosti (1776).
Během americké revoluce byl guvernérem Virginie (1779–1781) a později americkým velvyslancem ve Francii (1785–1789). Po návratu z Francie se stal prvním ministrem zahraničí ve vládě prezidenta George Washingtona (1790–1793). Jeho sympatie k Velké francouzské revoluci vedly k jeho konfliktu s Alexandrem Hamiltonem. V roce 1793 kvůli tomuto konfliktu rezignoval.

## Rodina
Thomas Jefferson se narodil 13. dubna 1743 v Shadwell ve Virginii do velmi zámožné rodiny. Jeho rodiče Peter a Jane Randolph Jefferson měli ještě dalších devět dětí a byli majitelé plantáží. Jeho matka, Jane Randolph, zdědila plantáže po svém otci a kapitánu Ishamu Randolphovi a její bratranec Peyton Randolph byl potomkem anglické a skotské šlechty. Jeffersonův otec, Peter Jefferson, byl farmář velšského původu. Také působil jako inspektor Albermale County ve Virginii a později se stal správcem majetku Williama Randolphha v Tuckahoe. Později byl jmenován i správcem provincie. Peter Jefferson zemřel, když jeho synovi Thomasovi Jeffersonovi bylo teprve 14 let. Ten následně zdědil desítky otroků a pozemků. Během let, kdy pracoval v advokátní kanceláři, poznal vdovu Marthu Wayles Skelton, jednu z nejbohatších žen ve Virginii. 1. ledna 1772 se s ní oženil a strávili spolu 10 let, dokud nezemřela. Společně měli 6 dětí, ale pouze 2 z nich se dožily dospělosti: jejich prvorozená dcera Martha a v pořadí čtvrtá dcera Mary. Avšak svého otce přežila jen dcera Martha. Po smrti své ženy se Jefferson už nikdy neoženil.

## Vzdělání
Thomas Jefferson začal v roce 1752 navštěvovat místní soukromou školu a už v devíti letech studoval latinu, řečtinu a francouzštinu, což dokazuje jeho jazykové nadání. Od roku 1758 do roku 1760, když jeho otec zemřel, studoval historii a přírodní vědy v Maury (nedaleko města Gordonsville), kam se se svou rodinou přestěhoval. V roce 1760 se zapsal do školy William & Mary ve Williamsburgu, kde u profesora Williama Smalla studoval filosofii, ale studoval i matematiku. Velmi obdivoval Johna Locka, Francise Bacona a Isaaca Newtona. Jefferson si zdokonalil francouzštinu a řečtinu, rád četl Homéra a Tacita. Patřil mezi velmi ctižádostivé studenty, ve svém volném čase velmi četl a učil se i hrát na housle. Při studiu také poznal Johna Adamse, který patřil mezi jeho nejbližší přátele. Kromě W. Smalla při studiu také poznal Francise Fauquiera a prvotřídního právníka George Wytheho, jež ho inspirovali ve studiu. Jefferson na vysoké škole vstoupil do tajného spolku se jménem F.H.C. Society. Po třech letech studií v roce 1762 úspěšně ukončil školu William & Mary a rozhodl se studovat práva pod právníkem G. Wythem. Jefferson u Wytheho studoval 5 let, což v té době bylo dvojnásobkem běžného trvání studia. Během této doby v roce 1767 vyhrál Jefferson Cenu Advokátů ve Virginii a patřil k nejvzdělanějším advokátům v Americe. Většinu případů, kterými se později zabýval, vyhrál.

## Smýšlení
Označoval se za materialistu. Jako deista zkoumal pravdivost Bible. Tíhnul k „zdravému rozumu“ a přírodním zákonům. Stavěl se do opozice vůči bankám a dluhům, které mj. brání koloniální nezávislosti na království. Bojoval za nezávislost a rovnost. Přestože mu sloužili otroci, bojoval například i proti mezinárodnímu obchodu s otroky.

## Architektura
V roce 1788 postavil v USA v Richmondu budovu pro zákonodárné shromáždění, která je dnes stavební památkou. V roce 1825 rok před svou smrtí spoluzaložil Virginskou univerzitu, na jejím konci byla postavena cihlová rotunda.

## Osobní záliby
Šlo o nadšence do šifrování a tajných kódů, kteroužto zálibu sdílel s Robertem Pattersonem. V jeho pozůstalosti se jako pozůstatek přátelského soutěžení mezi oběma muži nachází zašifrovaný dopis, který mu Patterson bez klíče poslal coby dárek k Vánocům v roce 1801. Není známo, že by jej on sám někdy rozluštil, s největší pravděpodobností nikoliv, a určitě považoval šifru za natolik důmyslnou, že zvažoval její použití ve státní správě. Šifra odolávala přes dvě stě let, než ji v roce 2009 s pomocí počítačů prolomil odborník na kryptologii a matematiku Lawren Smithline. K jeho zábavám patřilo také chovatelství, především drůbeže a ovcí.
Jefferson byl také fascinován zkamenělými pozůstatky velkých obratlovců z doby ledové – mastodonty, mamuty, obřími pozemními lenochody ad. Dlouho údajně věřil, že tito tvorové na tehdy neprobádaném západním území Severní Ameriky stále existují a vyslal i výpravu, která je měla najít živé.

## Politická kariéra mezi lety 1775–1800

### Prohlášení nezávislosti Spojených států
Ve svých 33 letech byl Thomas Jefferson nejmladším delegátem Druhého kontinentálního kongresu a je to jeden z hlavních autorů Prohlášení nezávislosti, které bylo přijato 4. července roku 1776. V Prohlášení o nezávislosti byla sepsána taková ustanovení, která do života společnosti měla vnést a uplatňovat základní práva a svobody, jako např. rovnost občanů před zákonem, svrchovanost lidu, právo na vlastnictví soukromého majetku nebo právo lidí měnit formu vlády. Krátký úryvek z Prohlášení nezávislosti: „Pokládáme za samozřejmé pravdy, že všichni lidé jsou stvořeni sobě rovni a jsou nadáni svým stvořitelem jistými nezcizitelnými právy, mezi něž patří právo na život, svobodu a budování osobního štěstí.“ Jefferson chtěl původně prosadit i návrh na zrušení otroctví, ale v této době byly otázky ohledně otroctví velmi sporné a jeho návrh byl několikrát zamítnutý. Jefferson byl zklamaný, protože byl přesvědčen, že něco tak nelidského jako otroctví by v nově vznikajícím svobodném státním útvaru rozhodně nemělo být přítomno a považoval to za vážný nedostatek amerického zákonodárství.

### Guvernér Virginie
V době americké revoluce v letech 1779 – 1781 byl Thomas Jefferson guvernérem Virginie. Dva roky, které zastával tuto funkci, nebyly pro Jeffersona příliš úspěšné. Kvůli některým nezdařeným krokům, které učinil, byl vyšetřován a kritizován. Podařilo se mu ale zavést různá opatření týkající se veřejného školství nebo náboženských svobod a když válka postupovala směrem na jih, Jefferson přesunul hlavní město Virginie z Williamsburgu do Richmondu. Roku 1781 začal pracovat na knize „Notes on the State of Virginia“, ve které psal o historii, kultuře nebo geografii státu Virginie.

### Velvyslanec ve Francii
V 80. letech 18. století byl Jefferson společně s Benjaminem Franklinem a Johnem Adamsem poslán do Evropy, aby vyjednávali obchodní dohody s Velkou Británií, Španělskem a Francií. Mezi lety 1785 – 1789 působil jako americký velvyslanec ve Francii. Vzhledem k počínající Velké francouzské revoluci se i tato země rozhodla vydat svobodnou cestou, a tak se společně se Spojenými státy zařadila do čela svobodných státních útvarů světa. Byl velkým příznivcem francouzské revoluce, ale nelíbilo se mu násilí, které během ní bylo použito. Během jeho působení ve Francii americký kongres schválil roku 1789 ústavu Spojených států, kterou vypracoval konvent a schválily ji všechny státy Unie. Ústava vstoupila v platnost až o rok později a byly podle ní oficiálně vytvořené a uzákoněné ústřední orgány státní moci.

### Ministr zahraničí
Roku 1789 se Jefferson vrátil do Spojených států a Georgem Washingtonem byl jmenován prvním ministrem zahraničí. Již od začátku výkonu této funkce ministra měl rozpory s ministrem financí Alexandrem Hamiltonem. Ve vládě se neshodli, jelikož měli rozdílné názory ohledně zahraniční politiky a neshody v interpretaci americké ústavy. Kvůli tomuto konfliktu Jefferson na svůj úřad roku 1793 abdikoval.

### Prezidentské volby
V roce 1796 se rozhodl jít znova do politiky a usiloval o post amerického prezidenta proti Johnu Adamsovi. V těchto volbách nezvítězil, ale stal se viceprezidentem v Adamsově administrativě.  Vzhledem k příslušnosti k odlišným politickým stranám mezi nimi však panovalo napětí. Jeffersonův úspěch přišel roku 1800 v dalších volbách, kdy se stal třetím prezidentem Spojených států.

## Prezidentské období 1801–1809
| Vláda Thomase Jeffersona | Vláda Thomase Jeffersona | Vláda Thomase Jeffersona |
| ------------------------ | ------------------------ | ------------------------ |
| Úřad                     | Osoba                    | Období                   |
|                          |                          |                          |
| Prezident                | Thomas Jefferson         | 1801–1809                |
| Viceprezident            | Aaron Burr               | 1801–1805                |
|                          | George Clinton           | 1805–1809                |
|                          |                          |                          |
| Ministr zahraničí        | James Madison            | 1801–1809                |
| Ministr financí          | Samuel Dexter            | 1801                     |
|                          | Albert Gallatin          | 1801–1809                |
| Ministr války            | Henry Dearborn           | 1801–1809                |
| Ministr spravedlnosti    | Levi Lincoln, Sr.        | 1801–1804                |
|                          | John Breckinridge        | 1805–1806                |
|                          | Caesar A. Rodney         | 1807–1809                |
| Ministr námořnictví      | Benjamin Stoddert        | 1801                     |
|                          | Robert Smith             | 1801–1809                |

### První funkční období
Na začátku roku 1801 spolu soupeřili o prezidentský post John Adams a Charles Pinckney za federalisty a Aaron Burr a Thomas Jefferson za republikány. Volby měly nerozhodný výsledek, Jefferson s Burrem obdrželi každý 73 hlasů, Adams získal 65 hlasů a Pinckney o hlas méně. Výsledek voleb rozhodla Sněmovna reprezentantů a 17. února 1801 se Thomas Jefferson stal třetím prezidentem USA a Aaron Burr viceprezidentem.
Inaugurace nově zvoleného prezidenta byla velmi prostá, Jefferson zakázal všechny okázalosti a účast byla také záměrně nízká. V poledních hodinách se 4. března vydal pěšky z domu, kde bydlel, na Kapitol. Ve svém inauguračním proslovu pronesl památnou větu: „Lidem, kteří jsou ve své podstatě bratři, jsme dávali různá jména. Ale mějme na paměti i v srdcích je uloženo, že všichni jsme republikáni, všichni jsme federalisté“.
Hned na počátku vlády byl Jefferson postaven před důležité zahraničněpolitické rozhodnutí. Severoafričtí vládcové od Maroka až po Tripolis si nárokovali zvýšení poplatků za respektování amerických lodí plující do Turecka a dále, kde obchodovali s opiem. Jefferson nechal vyslat americké válečné lodě a námořní válka s piráty se protáhla na několik let a skončila roku 1805 vyrovnáním. Spojené státy musely vyplatit tripolskému pašovi tribut ve výši 60 000 dolarů a paša se na oplátku vzdal dalších požadavků.
Zrušil opatření spojená s „cizineckými a vzbouřeneckými zákony“, které zavedl předchozí prezident Adams, aby ztěžovala cizincům získat občanství a usnadňovalo násilné vystěhování. Zrušil také daň z lihovin, která dříve vyvolala „whiskovou rebelii“, přepracoval justiční Adamsovy zákony, kterými se snažil Adams o federalistické ovládnutí soudnictví. Započal snižování státního dluhu, což znamenalo zredukování vojenských výdajů a stav armády byl omezen na 3350 důstojníků a vojáků.

### Druhé funkční období
Jeffersonovu popularitu potvrdily volby roku 1804, kdy byl znovuzvolen prezidentem, viceprezidentem se stal George Clinton. Ve volbách získal 162 hlasů a porazil tak Charlese C. Pinckeye a Rufuse Kinga. Jeho druhé funkční období začalo 4. března 1805.
Cílem Jeffersona bylo zlepšení podmínek, schválil proto prostředky pro vyměření a stavbu první státní silnice z Cumberlandu ve státě Maryland do Wheelingu v Ohiu. Z této silnice se stala důležitá tepna amerického Středozápadu. V březnu 1807 podepsal zákon, kterým od 1. ledna 1808 zakazoval dovoz otroků do USA, jejich pašování to ale nezabránilo.
V novém funkčním období sužovaly republikány vnitřní rozpory a v americkém obchodu a v hospodářské prosperitě USA se negativně odrazilo vyhrocení napoleonských válek. Za neustále narušování americké neutrality Francií a Anglií se rozhodl prosadit vyhlášení totálního obchodního embarga. Jefferson předpokládal, že donutí obě země k respektování neutrality, což však nevyšlo. Stovky amerických lodí stály v přístavech, loďařství stagnovalo, námořníci ztratili zaměstnání, farmáři plantážníci a rybáři svá tradiční odbytiště. Jefferson sám embargo krátce před skončením svého druhého prezidentského období fakticky zrušil.
Před prezidentskými volbami 1808 se rozhodl, že se nebude potřetí ucházet o prezidentský úřad. Svou republikánskou kandidaturu přenechal svému příteli Jamesovi Madisonovi.

## Období po jeho prezidentské funkci
Thomas Jefferson opustil prezidentskou funkci 4. března 1809. V tento den proběhla inaugurace pátého prezidenta Spojených států, jeho přítele, Jamesona Madisona. Jefferson se inaugurace sám osobně zúčastnil a poté navždy opustil Washington a vrátil se do své rodné Virginie, na panství Monticello.

### Diplomatický poradce
I přesto, že Thomas Jefferson již nikdy neopustil Virginii, stále aktivně a se zájmem sledoval politický vývoj ve Spojených státech. Pravidelně poskytoval své rady Madisonovi a Monroevi, hlavně v případě řešení americko-anglické války, která byla podnícena útočnými akcemi obou stran. S výsledkem konfliktu, ukončeného roku 1814, byl Jefferson spokojen, protože došlo k potvrzení nezávislosti USA a Londýn se vzdal svých válečných opatření.
Poslední Jeffersonův krok v mezinárodních vztazích nastal roku 1823. Anglický ministr zahraničních věcí Canning pozval vyslance Spojených států Rushe, aby se dohodli na nezávislosti bývalých španělských kolonií v Americe. Prezident Monroe požádal při řešení o pomoc Jeffersona, který zastával pozici nevměšování Spojených států do evropských sporů a podpořil přátelství mezi Anglií a Spojenými státy, a to i v případě válečné pomoci.

### Virginská univerzita
Thomas Jefferson celý život věřil, že vzdělání by mělo být odproštěno od církevních vlivů a dostupné všem sociálním vrstvám. Dle Jeffersona totiž vzdělání zaručuje stabilitu společnosti. Již roku 1800 zaslal dopis Josephovi Priestlymu, ve kterém svůj návrh univerzity představil. 1819 svůj projekt prosadil a za pomocí státní legislativní charitativní kampaně a podpory Edmunda Bacona skoupil pozemky v Charlottesville, kde následně vybudoval univerzitu. Sám navrhl plán univerzitních budov i s rotundou, utvořil fakulty, jejich učební plán a do některých předmětů sepsal skripta.
Roku 1825 byla univerzita slavnostně otevřena a navštěvovalo ji 123 studentů. V 80. letech 20. století již na virginské univerzitě studovalo 16 000 studentů a vyučovalo přes 2 500 pedagogů. Jefferson se po otevření univerzity stal až do své smrti jejím prvním rektorem.

### Lafayetova návštěva
Markýz de Lafayette byl dobrovolník v americké válce za nezávislost, francouzský generál a politik. Společně s Thomasem Jeffersonem roku 1789 vypracovali návrh Deklarace práv člověka a občana. O několik let později, v létě 1824, byl Lafayette pozván prezidentem Monroem do Spojených států jako „host amerického národa“. Lafayette byl totiž posledním žijícím generálem války za nezávislost.
Lafayette během své cesty navštívil Jeffersona na jeho panství v Monticellu. Návštěva byl zapsána jeho vnukem Randolphem. Podle něj oba při setkání vykřikli „Ach Jeffersone! Ach Lafayette“Při této příležitosti společně s Madisonem navštívili Virginskou univerzitu. Jefferson zde přednesl projev, který byl jeho posledním veřejným vystoupením.

### Úmrtí
Thomas Jefferson zemřel ve stejný den jako John Adams, 4. července 1826, v den 50. výročí vzniku Deklarace nezávislosti. John Adams na smrtelné loži prohlásil, že: “Thomas Jefferson přežívá”, přitom netušil, že zemřel pár hodin před ním.
Jefferson je pohřben v Monticellu a na jeho hrobě stojí napsáno: „Zde odpočívá Thomas Jefferson, autor Deklarace nezávislosti a zákona o náboženské svobodě ve Virginii a zakladatel Virginské univerzity“.

## Zájmy a aktivity
Thomas Jefferson měl velké množství zájmů a koníčků. Byl farmář, pěstoval pšenici, zeleninu, kukuřici, choval prasata, ovce a drůbež, aby uživil svou rodinu, zaměstnance a otroky. Zajímal se také o inovace v zemědělství. Testoval různé plodiny, které jsou vhodné pro pěstování ve státě Virginie. Každý rok zkoušel nové, takže se jeho zahrada neustále měnila. Jeho koníčkem byl i chov drozdů. Jeho dalším koníčkem byla architektura a design, obojí zvládl samostudiem vybraných knih. Líbila se mu architektura pozdní renesance.  Při návštěvě Evropy ho zaujaly designérské detaily jako vestavěné postele a podobně. Tyto interiérové prvky architektury pak využil při stavbě svého domu v Monticello. Thomase Jeffersona velmi zajímala technika. Vymyslel stojan na knihy, se kterým mohl otáčet a číst tak několik knih najednou. Dále polygraf, otáčecí židli a vylepšil pluh, který lépe a snadněji kypřil půdu. Byl také gurmán a do USA přivezl například makaróny se sýrem, které se staly oblíbenou Americkou pochoutkou.
Byl velký lingvista – plynně ovládal několik jazyků, včetně francouzštiny, řečtiny, italštiny a němčiny. V mládí studoval řečtinu a latinu, poté začal považovat řečtinu za dokonalý jazyk. Zajímal o anglosaský jazyk, především kvůli studia anglického práva a politického systému. Tvrdil, že se španělsky naučil sám v době své devatenácti denní návštěvy Francie při čtení knihy Don Quijote de la Mancha od Miguela de Cervantese y Saavedra. Jefferson věřil, že studium starých jazyků je důležité pro pochopení původu a kořenů moderního jazyka. Sbíral indiánské slovníky a učil se původní jazyky indiánských kmenů. Po skončení svého prezidentského období se rozhodl, převést svou sbírku listů Indiánských jazyků zpět do Monticella, ale byl přepaden a jeho sbírka byla zničena, zbylo jen několik fragmentů.
Thomas Jefferson miloval hudbu, hrál na housle a jeho žena na klavír. Zároveň vedl k hudbě své děti i vnoučata. Jefferson byl od roku 1780 členem American Philosophical Society, setrval v ní 35 let a stal se jejím 3. prezidentem dne 3. března 1797, pár měsíců poté, co se stal viceprezidentem Spojených států. Ve funkci prezidenta American Philosophical Society setrval dalších osmnáct let, v těchto letech byl také dvakrát zvolen prezidentem Spojených států.